# Matthias Erzberger
Matthias Erzberger (Buttenhausen, 20 de septiembre de 1875-Bad Griesbach, 26 de agosto de 1921) fue un escritor y político alemán del Partido de Centro y ministro de Finanzas de 1919 a 1920.
Destacado integrante del católico Partido del Centro, se pronunció contra la Primera Guerra Mundial a partir de 1917 y, como representante autorizado del gobierno del Reich, firmó el armisticio entre Alemania y las potencias aliadas. Fue asesinado en 1921 por el grupo paramilitar de ultraderecha Organización Cónsul.

## Inicios
Nació el 20 de septiembre de 1875 en Buttenhausen (hoy parte de Münsingen), en el Reino de Wurtemberg, hijo de Josef Erzberger (1847-1907), sastre y cartero, y de su esposa Katherina (de soltera Flad; 1845-1916). En sus primeros años de vida ganó mucho peso, que perdió a lo largo de treinta años. Asistió a los seminarios de Schwäbisch Hall y Bad Saulgau, donde se graduó en 1894, y comenzó una carrera como profesor de escuela primaria (Volksschule). Mientras enseñaba también estudió Derecho constitucional y Economía en Friburgo (Suiza). Dos años más tarde se convirtió en periodista trabajando para el Deutsches Volksblatt, la publicación del católico y conservador Partido de Centro, en Stuttgart, donde también trabajó como escritor independiente.
Erzberger se unió al Partido de Centro y fue elegido por primera vez al Reichstag alemán en 1903 por el distrito de Biberach. Gracias a una actividad política inusualmente variada, ocupó una posición de liderazgo en el partido parlamentario. Se convirtió en un especialista en política colonial y en política financiera, y contribuyó a las reformas financieras de 1909. En 1912 Erzberger se convirtió en miembro de la facción dirigente (Fraktionsführung), la dirección del partido parlamentario. Apoyó un importante refuerzo militar en Alemania en los años 1912-13.
En 1900 se casó en Rottenburg con Paula Eberhard, hija de un empresario. Tuvieron tres hijos (un hijo y dos hijas).

## Primera Guerra Mundial
Como muchos otros miembros de su partido, Erzberger apoyó inicialmente la participación de Alemania en la Primera Guerra Mundial y se dejó llevar por una ola de entusiasmo nacionalista. En septiembre de 1914 escribió un memorando en que exponía su opinión sobre los objetivos bélicos de Alemania; con miras expansionistas, abogaba por la anexión de Bélgica y partes de Lorena, entre otros territorios.
A estas alturas era secretario de la Comisión de Asuntos Militares del Reichstag y la mano derecha del canciller Theobald von Bethmann Hollweg. Erzberger se encargaba de la propaganda en el extranjero, especialmente en relación con los grupos católicos, y estableció un sistema de recopilación de información utilizando los recursos de la Santa Sede y de los masones. También participó en algunas misiones diplomáticas. Por ejemplo, colaboró con el antiguo canciller Bernhard von Bülow en un intento fallido de evitar que Italia entrase en la guerra en 1915. Escribió cartas a las principales autoridades militares, publicadas posteriormente, con extravagantes planes de anexiones alemanas. Considerado un oportunista, se decía que «no tenía convicciones, sino solo apetitos».
Los días 25, 27 y 28 de noviembre, Erzberger habló sobre la modernización de la Administración. Obtuvo un amplio apoyo socialista por intentar, a través del Bundesrat (Consejo Federal), proteger los derechos civiles de los ciudadanos. En diciembre de 1916 utilizó con éxito la Comisión de Presupuestos del Reichstag para sacar adelante la Ley de Servicios Auxiliares. Esta exigía que todos los hombres que no estuvieran en el Ejército o trabajaran en determinadas áreas de la economía fueran empleados en un trabajo vital para el esfuerzo bélico y, a cambio, reconocía a los sindicatos como socios negociadores en igualdad de condiciones con los empresarios.
Aparte de Karl Liebknecht —parlamentario por el Partido Socialdemócrata (SPD) entre 1912 y 1916—, Erzberger fue el único político alemán del que se tiene constancia que intentó detener el genocidio armenio, la persecución de los griegos y el Genocidio arameo en el Imperio otomano. En febrero de 1916 viajó a Constantinopla para negociar con los gobernantes de los Jóvenes Turcos, aliados de Alemania. Allí se reunió el 10 de febrero con Enver Bajá y Talaat Bajá, a cuya petición preparó un memorando sobre las medidas que debían adoptarse en favor de los cristianos en Turquía. Se refería explícitamente solo a los armenios católicos y nunca fue contestado ni considerado por el Gobierno otomano. El fracaso general de su misión en Turquía llenó a Erzberger de indignación y decepción.
En 1917, con los ejércitos estancados en ambos frentes, Erzberger cambió su postura política y se convirtió en uno de los principales opositores a la guerra submarina sin restricciones. En abril de 1917 se reunió con un enviado ruso en Estocolmo para discutir los términos de la paz. El 6 de julio expuso sus puntos de vista sobre la guerra en el Reichstag con un discurso donde pedía al Gobierno que renunciara a las ambiciones territoriales y concluyera un final negociado de la guerra. El discurso fue notable en su momento por la forma en que delineó cuidadosamente el alcance de la debilidad militar alemana. Ese mismo día los principales diputados del Partido Socialdemócrata de la Mayoría (MSPD), el Partido de Centro y el liberal Partido Popular Progresista (FVP) acordaron formar un Comité Interfacultativo como órgano de coordinación; esto fue visto como el preludio de la parlamentarización de Alemania y, en consecuencia, los conservadores lo interpretaron como el «inicio de la revolución». El Comité, con la ayuda de la oratoria del socialdemócrata Friedrich Ebert, galvanizó a los opositores moderados del «partido de la guerra» y sirvió para pacificar a la clase obrera.
Los días 9 y 10 de julio el canciller Von Bethmann Hollweg obtuvo la promesa del Consejo de la Corona y del emperador de que el sufragio igualitario se introduciría en Prusia después de la guerra, para sustituir el sufragio prusiano de tres clases que repartía los votos en función de los impuestos pagados. La promesa se hizo pública el 12 de julio. Las acciones de Erzberger durante la primera quincena de julio contribuyeron a la caída de Von Bethmann Hollweg. Esperaba que fuera sustituido por Bernhard von Bülow, quien ya había sido canciller (1900-09) y secretario de Estado de Asuntos Exteriores (1897-1909). En su lugar, fue el menos experimentado Georg Michaelis, con apoyo del káiser, quien se convirtió en canciller.
El 19 de julio Erzberger convocó una votación sobre la resolución de paz del Reichstag, que recogía todos los puntos que había planteado en su discurso. Pedía una paz sin anexiones ni indemnizaciones, la libertad de los mares y el arbitraje internacional. La resolución fue aprobada por 212 votos a favor y 126 en contra. En un inicio recibió el apoyo del canciller Michaelis, pero, cuando habló de apoyarla en su discurso inaugural, añadió la salvedad «según mi interpretación», que luego utilizó como excusa para ignorarla. No obstante, Erzberger consiguió su principal objetivo al proponer la resolución, a saber: convencer a los socialdemócratas de que siguieran votando a favor de los préstamos de guerra mientras se buscaba una paz negociada. Al mismo tiempo los anexionistas, especialmente los del naciente Partido Alemán de la Patria —encabezado por Wolfgang Kapp y el almirante Alfred von Tirpitz—, iniciaron una «agitación salvaje» contra Erzberger.
El hecho de que lograra crear una mayoría parlamentaria formada por diputados del Partido de Centro, el FVP y socialdemócratas se considera uno de sus mayores logros, ya que representó una alteración fundamental en la política interna alemana. El Parlamento se había involucrado en asuntos de política exterior y bélica que, según la Constitución, estaban reservados al emperador, a la cúpula militar y al Gobierno. Erzberger salió de los procedimientos que rodeaban la resolución de paz como el diputado más poderoso de Alemania. Su intento de poner fin a la guerra con una paz amistosa contribuyó a su gran popularidad, especialmente entre las clases más desfavorecidas. Por otro lado, se convirtió en el hombre más odiado entre amplios sectores de las clases altas y en los círculos que no querían renunciar a las anexiones y rechazaban las exigencias de un cambio en la estructura social y política de Alemania.
Ese mismo mes de julio, en una conferencia a puerta cerrada en Fráncfort del Meno, Erzberger reveló el contenido de un pesimista informe secreto del ministro de Asuntos Exteriores de Austria-Hungría, el conde Ottokar von Czernin, al emperador austriaco Carlos I sobre el estado del esfuerzo bélico. El informe también llegó a manos de los aliados. Aunque nunca se ha demostrado que Erzberger fuera el responsable, hizo que la extrema derecha lo considerara un traidor a su país.
En marzo de 1918 Erzberger fue el partidario más influyente en el Gobierno de la candidatura del duque Wilhelm von Urach para el trono del mortinato Reino de Lituania (territorios hasta entonces parte del Imperio ruso), autodeclarado independiente en el mes de febrero. Ambos eran católicos de Wurtemberg. El 3 de marzo Erzberger presentó una pregunta en el Reichstag al general Wilhelm Groener —hasta agosto de 1917 cabeza de la Oficina de Guerra (Kriegsamt) e involucrado en la redacción de la Ley de Servicio Auxiliar a la Patria (5 de diciembre de 1916)— sobre si se había preparado un memorando para la reforma del Sistema de Contratación de Guerra.
Los intentos políticos de Erzberger por lograr la paz fracasaron; pero su ataque público al esfuerzo de guerra y la difusión de información sobre la fragilidad del Ejército alemán crearon un clima en que al Gobierno le resultaba cada vez más difícil mantener la creencia de que la guerra podía ganarse. Cuando, tras la derrota del Ejército de Tierra a lo largo de 1918, la marina alemana se amotinó en Kiel contra el lanzamiento de una ofensiva para «salvar el honor de la flota», los marineros informaron a sus oficiales de que lo que querían era «Erzberger», por entonces sinónimo de «paz».

## Firmando el armisticio
El 3 de octubre de 1918, Erzberger entró en el Gobierno del príncipe Maximiliano de Baden como secretario de Estado, sin un plan específico. El 6 de noviembre un reticente Erzberger fue enviado a negociar con los aliados en el bosque de Compiègne. El príncipe Maximiliano suponía que Erzberger, como civil católico, sería más aceptable para los aliados que un militar prusiano; además, creía que su reputación como hombre de paz era inexpugnable.
Frente a las esperanzas de que Erzberger pudiera obtener mejores condiciones de los aliados, el mariscal francés Ferdinand Foch, principal negociador aliado, no estaba dispuesto a hacer ninguna concesión, a excepción de una ligera prórroga del plazo de retirada del ejército alemán.  Erzberger no estaba seguro de si debía esperar más cambios a favor de Alemania. El 10 de noviembre el propio jefe del Estado Mayor Paul von Hindenburg le contestó por telegrama que el armisticio debía firmarse, con o sin modificaciones; un poco más tarde Friedrich Ebert, nombrado nuevo canciller, telegrafió a Erzberger para que le autorizara a firmar.
Como jefe de la delegación alemana, firmó el armisticio que ponía fin a la Primera Guerra Mundial en Compiègne el 11 de noviembre de 1918 con el representante francés, el mariscal Foch. Pronunció un breve discurso en el que protestó por la dureza de los términos y concluyó diciendo que «una nación de setenta millones puede sufrir, pero no puede morir». Foch ignoró el intento de Erzberger de estrecharle la mano y se dice que respondió: «Très bien» ('muy bien').[cita requerida]

## Tras la guerra
De regreso a Berlín, Erzberger aceptó servir bajo las órdenes de Ebert como presidente de la Comisión del Armisticio, una tarea difícil y humillante. A principios de 1919 se enemistó con Ulrich von Brockdorff-Rantzau, primer ministro de Asuntos Exteriores de la República de Weimar, por defender la entrega de Karl Radek, el diplomático y agitador bolchevique, a la Entente tras el colapso de la Revolución alemana.
Tras las elecciones federales en enero de 1919, Erzberger entró en el Gobierno de la República alemana dirigido por Philipp Scheidemann, de nuevo como ministro sin cartera, pero responsable de los asuntos relacionados con el armisticio. Cuando Scheidemann dimitió por las duras condiciones del Tratado de Versalles y un nuevo Gobierno dirigido por Gustav Bauer asumió el poder el 21 de junio de 1919, Erzberger fue nombrado ministro de Finanzas y vicecanciller. Tras la entrada en vigor de la Constitución de Weimar en agosto de 1919, Erzberger permaneció en ese puesto. Apoyó el Tratado de Versalles, ya que no veía alternativas militares o políticas. Fue tratado con especial desprecio por la derecha nacionalista como el hombre que había firmado lo que se iba a considerar una rendición humillante e innecesaria.
Sin embargo, consiguió que la Asamblea Nacional aprobara nuevas medidas fiscales. En julio de 1919, Erzberger introdujo lo que se conoció como la «reforma financiera de Erzberger». La reforma perseguía dos objetivos. En primer lugar, pretendía otorgar al Gobierno federal la autoridad suprema en materia de impuestos y gastos, y acabar así con la dependencia respecto a los estados constituyentes, como ocurría en el antiguo Imperio alemán. En segundo lugar, Erzberger aspiraba a una importante redistribución de la carga fiscal a favor de los hogares con ingresos bajos y moderados. En julio de 1919 se introdujeron los Kriegsabgaben (impuestos de guerra) sobre la renta y el patrimonio, así como el primer impuesto alemán sobre la herencia. En diciembre de 1919 se aplicó un Reichsnotopfer adicional (un impuesto de «emergencia» sobre el patrimonio), lo que provocó la indignación de los más acomodados. En marzo de 1920 se introdujo un impuesto federal sobre la renta. Sus elevados tipos impositivos hicieron a Erzberger aún más impopular entre la derecha.
El código tributario alemán aún lleva la huella de Erzberger. Estabilizó las finanzas nacionales, aunque seguían siendo difíciles por la carga de las reparaciones. También reformó y unificó las administraciones ferroviarias estatales (hasta entonces independientes) en el Reichsbahn, que empezó a obtener beneficios por primera vez y ayudó a pagar las reparaciones de guerra.
En sus disputas con la derecha política, Erzberger se opuso de forma especialmente aguda al Partido Nacional del Pueblo Alemán (DVNP), al que responsabilizó de la guerra. Fundado en noviembre de 1918 en él habían confluido monárquicos ultraconservadores, nacionalistas völkisch e incluso antisemitas. El resultado fue una disputa personal con el líder de los nacionalistas, el secretario de Estado de Hacienda en tiempos de guerra, Karl Helfferich, que publicó un folleto titulado «Fort mit Erzberger!» (¡Fuera con Erzberger!). Erzberger se vio finalmente obligado a interponer una demanda contra Helfferich por calumnia. El caso se juzgó en un tribunal de Berlín del 19 de enero al 12 de marzo de 1920. La acción se saldó con una pequeña multa para Helfferich (la legislación alemana no prevé ninguna indemnización o sanción por calumnias). Sin embargo, en su sentencia del 12 de marzo, el tribunal consideró que las acusaciones de Helfferich sobre las prácticas comerciales corruptas y las declaraciones falsas de Erzberger estaban parcialmente justificadas. En consecuencia, Erzberger fue obligado por su partido a renunciar a su cargo ministerial y a su escaño en la Asamblea Nacional ese mismo marzo de 1920. Durante el juicio, se produjo un atentado contra la vida de Erzberger cuando salía del tribunal que le dejó bastante herido.
Tras las elecciones generales de junio de 1920, Erzberger volvió a ocupar un escaño en el Reichstag (que sustituyó a la Asamblea Nacional provisoria). No obstante, de acuerdo con el deseo de su partido, se abstuvo de participar inmediatamente en la política, ya que se había abierto un proceso contra él por una acusación de evasión de impuestos. En 1920 publicó un memorándum en que intentaba justificar su posición durante la guerra, y lo siguió con revelaciones sobre la actitud de la Santa Sede en 1917 y la misión del legado papal en Múnich, Eugenio Pacelli (más tarde, papa Pío XII).
El poder de Erzberger en la política alemana se basaba en su gran influencia entre las clases trabajadoras católicas de Renania, Westfalia, Alemania Central y Silesia. En las regiones industriales de estos distritos, los obreros católicos estaban organizados en sus propios sindicatos en líneas de política social muy avanzadas, y Erzberger se convirtió en el principal exponente de sus puntos de vista en el Reichstag y en las plataformas públicas. Por otro lado, se enfrentó a la fuerte oposición del sector conservador y terrateniente de los católicos, de algunos miembros del alto clero (como el cardenal arzobispo Felix von Hartmann de Colonia) y de los intereses agrícolas bávaros, representados por el Partido Popular Bávaro en la Dieta Estatal de Múnich y en el Reichstag. Erzberger también era el líder del ala izquierda del Partido de Centro junto con Joseph Wirth, canciller entre mayo de 1921 y noviembre de 1922. Llegó a decir en una reunión del comité del partido que «la izquierda es la vida, la derecha es la muerte».[cita requerida]
Erzberger siguió siendo perseguido por la implacable animosidad de los partidos reaccionarios, los conservadores y los liberales nacionales del Partido Popular Alemán. Esta hostilidad, que equivalía a una vendetta, se basaba no tanto en la política exterior de Erzberger —su negociación de los términos del Armisticio y la influencia decisiva que ejerció para asegurar la aceptación del Tratado de Versalles— como en su política financiera. Era sospechoso por sus actividades como ministro de Finanzas en 1919, como partidario de los sindicatos católicos liberales y, se decía, como asesor político del canciller Joseph Wirth, que preparó un nuevo esquema de impuestos diseñado para imponer nuevas cargas al capital y a los prósperos intereses terratenientes en el verano de 1921.

## Asesinato
Las denuncias de la prensa conservadora y nacional-liberal sobrepasaron los límites ordinarios de la polémica partidista. El Tägliche Rundschau (Berlín), diario independiente pero próximo al DVP, observó, en alusión al aspecto de Erzberger, que «puede ser tan redondo como una bala, pero no es a prueba de balas». El punto culminante de estos ataques fue el asesinato de Erzberger el 26 de agosto de 1921 en Bad Griesbach, un balneario de la Selva Negra (Baden), mientras daba un paseo.
Debido a su firma del armisticio de 1918, Erzberger fue considerado un traidor por muchos miembros de la derecha política. Manfred von Killinger, miembro destacado de la Orden Germánica, planeó su asesinato reclutando a dos miembros del escuadrón de la muerte ultranacionalista Organización Cónsul, Heinrich Tillessen y Heinrich Schulz. Los asesinos eran antiguos oficiales de la Marina Imperial alemana y miembros del antiguo grupo paramilitar Marinebrigade Ehrhardt. Los asesinos de Erzberger fueron introducidos posteriormente en Hungría y no fueron procesados hasta después de la Segunda Guerra Mundial. Su funeral se convirtió en un mitin político, en el que uno de los oradores fue Joseph Wirth. Erzberger está enterrado en el cementerio católico de Biberach an der Riß.

## Legado
Erzberger contribuyó a preparar a la nación alemana para la paz y a que el Partido de Centro, predecesor de la actual Unión Demócrata Cristiana, conservara un mínimo de poder en una Alemania cada vez más radicalizada. Sus reformas financieras, federales y ferroviarias transformaron Alemania. Con su optimismo y sentido de la responsabilidad, nunca retrocedió ni siquiera ante las tareas más difíciles. De hecho, su mayor y más trágico legado fue la firma del Armisticio. Esto, a pesar de que los militares le presionaban para que firmara lo antes posible, fue señalado durante décadas después como prueba de la Dolchstoßlegende, el mito de la puñalada por la espalda, que presentaba la rendición como una traición de los civiles del frente interno, especialmente de los políticos socialistas en beneficio propio, que socavaba la voluntad de lucha del Ejército alemán. Más tarde, la leyenda de la puñalada por la espalda ayudó a impulsar al poder al Partido Nazi, que la convirtió en parte integrante de la propaganda nazi. Por su papel, Erzberger fue calificado como uno de los Novemberverbrecher ('criminales de noviembre').